# 375

## Събития
- Хуните разбиват готите при Истър (Дунав) и преминават в Европа.

## Починали
- 17 ноември – Валентиниан I, римски император
- Сунилда, съпруга на Ерманарих, крал на остготите.